# Baterias Moura
A Acumuladores Moura, mais conhecida pelo nome fantasia Baterias Moura, é uma empresa brasileira oriunda do estado de Pernambuco, que fabrica acumuladores elétricos para os mercados automotivo, náutico, logístico, de telecomunicações, de sistemas no-break e de energia alternativa.

## História
A Baterias Moura nasceu em 1957, na cidade de Belo Jardim, Pernambuco, Nordeste brasileiro. Foi fundada pelo químico industrial Edson Mororó Moura e por sua esposa e colega de profissão Conceição Viana Moura.
Fundada em 1957 é a maior empresa no segmento de acumuladores da América Latina.

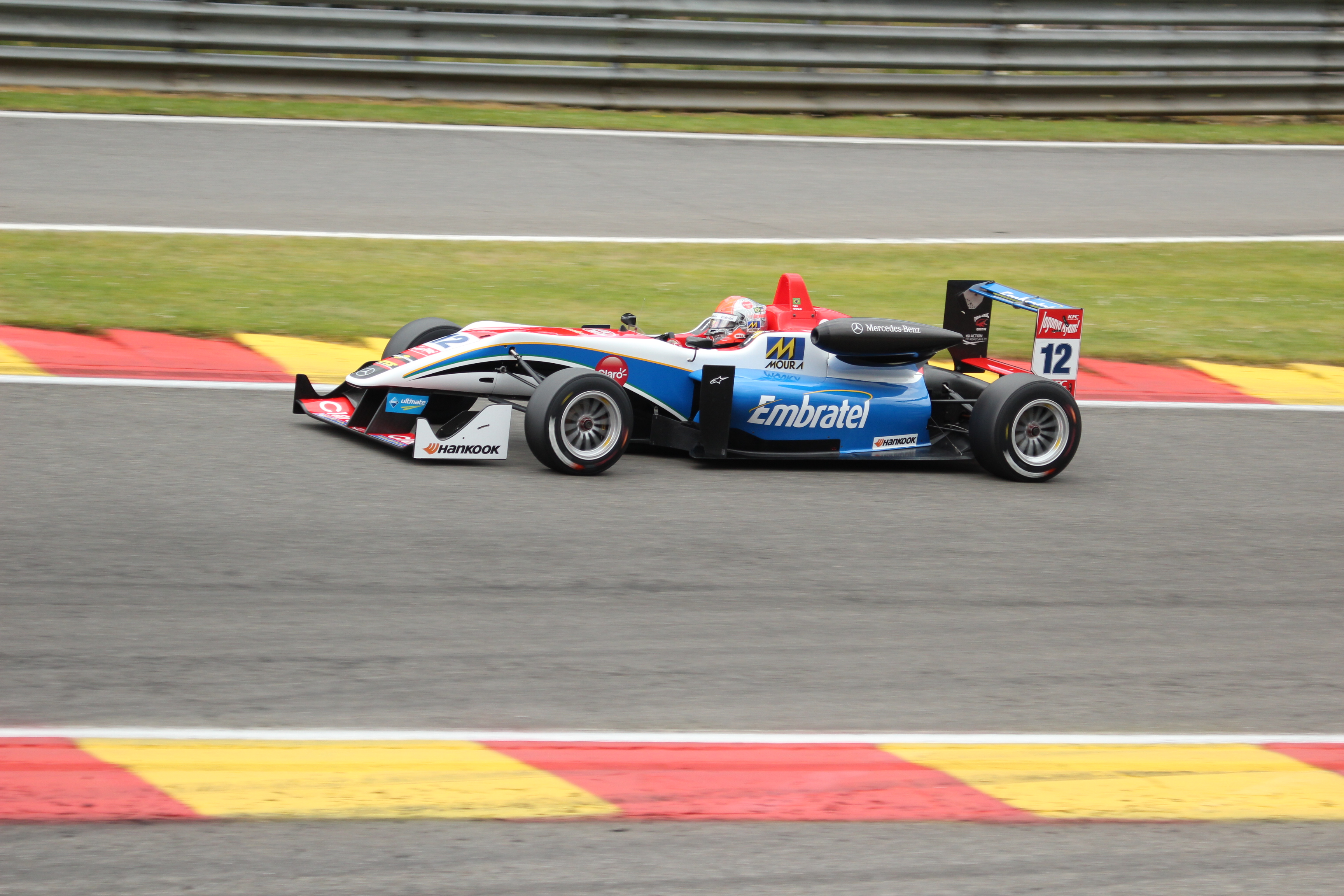
Uma das patrocinadoras do piloto Pietro Fittipaldi.

Empresa totalmente nacional de capital fechado, possui sete fábricas (cinco em Belo Jardim-PE (sede), uma em Itapetininga-SP e uma em Pilar na Argentina) e uma capacidade de produção anual que ultrapassa dez milhões de unidades. Sua sede administrativa está situada na capital pernambucana, Recife. Fornece baterias para metade dos carros fabricados no Brasil e atende aos mercados nacional e externo através de uma rede de distribuição própria com mais de 65 pontos nos principais centros urbanos do Brasil e representações comerciais em países da América do Sul, Central, África e Europa.
Desde 2012 figura na lista das melhores empresas do Brasil elaborada pela Revista Exame. Em 2015 também fez parte da publicação Valor 1000 elaborada pelo jornal Valor Econômico, que lista as mil maiores empresas do país.
Em 2016 passou a atuar no  mercado de óleos lubrificantes automotivos, lançando a marca Lubel.

## Produtos e serviços

### Moura Fácil

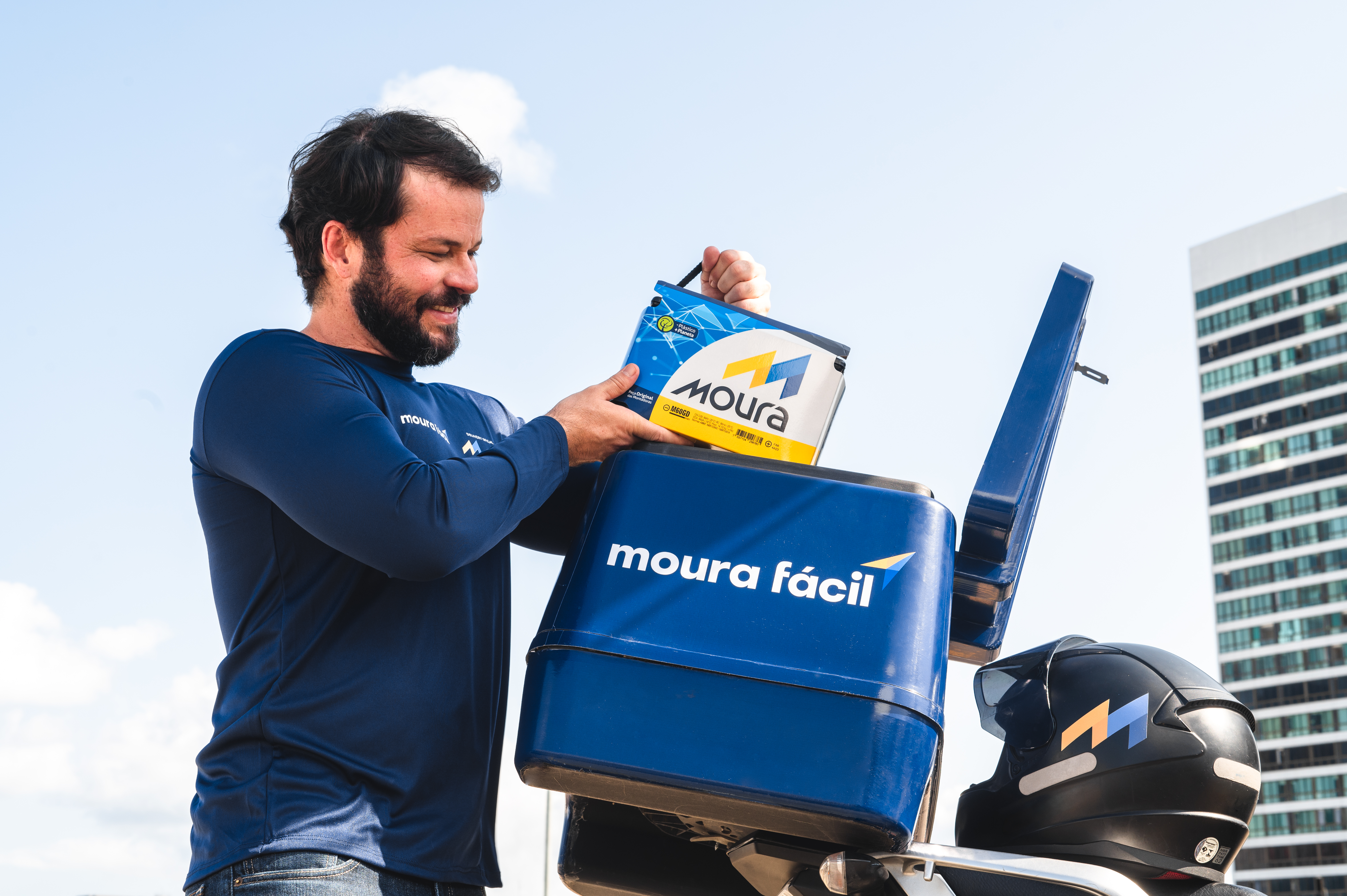
Técnico do Moura Fácil retirando uma bateria automotiva do báu de sua moto - Evidenciando o Delivery de baterias Moura.

O Moura Fácil é o delivery de baterias oficial da Moura, que conta com entrega, instalação e testagem, lançado em 2017, com o objetivo de proporcionar ao consumidor uma solução ágil, prática e segura para a substituição de baterias de veículos. O serviço foi pioneiro no segmento de delivery de baterias automotivas no Brasil, antecipando tendências de digitalização e integração de serviços no setor automotivo.

#### Histórico e contexto
A criação do Moura Fácil foi motivada pela observação de situações recorrentes enfrentadas por motoristas, como a descarga inesperada da bateria do veículo, frequentemente ocorrendo em momentos inoportunos ou em locais de difícil acesso a serviços automotivos. Tradicionalmente, a troca de bateria exigia o deslocamento até uma loja física ou oficina, o que podia representar transtornos e atrasos para o consumidor. Com o avanço da digitalização e a popularização dos serviços de entrega expressa em outros setores, a Moura inovou ao lançar uma solução que alia tecnologia, atendimento técnico especializado e conveniência.
Lançado em 2017, o Moura Fácil rapidamente se expandiu, passando a atender centenas de cidades no Brasil e, posteriormente, também na Argentina — com o Moura Ya.

#### Funcionamento do serviço
O Moura Fácil opera como uma plataforma de e-commerce e atendimento telefônico, permitindo que o cliente solicite a troca da bateria do seu veículo de forma totalmente online, por site, telefone ou até mesmo via WhatsApp. Nesse sentido, o serviço está disponível nas principais cidades brasileiras e argentinas.
O processo de solicitação é simples e prático:
1. O cliente acessa o site oficial do Moura Fácil, liga para a central de atendimento ou utiliza o WhatsApp para iniciar o pedido.
2. Informa a cidade, o modelo e o ano do veículo.
3. O sistema indica automaticamente o modelo de bateria mais adequado para o veículo e apresenta o preço.
4. O cliente pode escolher entre receber a bateria em até 50 minutos ou agendar a entrega para o horário de sua preferência.[15]
5. Um técnico parceiro realiza o teste da bateria no local indicado; caso a troca não seja necessária, o cliente não paga pelo deslocamento ou diagnóstico[16].
6. Se a troca for confirmada, a instalação é realizada imediatamente, e o pagamento é efetuado apenas após a conclusão do serviço, com possibilidade de parcelamento em até 10 vezes sem juros.[17]

A entrega e a instalação da bateria são gratuitas — e feitas em horário comercial —, contando com um serviço de agendamento que funciona 24 horas por dia via plataforma online, proporcionando flexibilidade para o consumidor.

#### Diferenciais
O Moura Fácil apresenta uma série de diferenciais em relação ao modelo tradicional de venda de baterias automotivas:

##### Pioneirismo
O serviço de delivery de baterias da Moura surgiu quando ainda os primeiros sites e aplicativos de delivery ainda se estruturavam, sendo o primeiro do setor a se posicionar em território nacional.

##### Rapidez e conveniência
O principal diferencial do Moura Fácil é a agilidade: o serviço promete a entrega e instalação da bateria em até 50 minutos após a solicitação, em grande parte das localidades atendidas. Em cidades como São Paulo, o tempo estimado pode ser ainda menor. O cliente pode optar por agendamento para o horário mais conveniente, inclusive fora do horário comercial.

##### Diagnóstico técnico gratuito
O técnico responsável pela entrega realiza, antes da troca, um teste gratuito na bateria do veículo para certificar-se de que o problema realmente está nesse componente. Caso o diagnóstico aponte que a bateria não precisa ser substituída, o cliente não arca com nenhum custo pelo deslocamento ou avaliação.

##### Atendimento especializado
O serviço é realizado por técnicos treinados e credenciados, garantindo qualidade e segurança no procedimento de instalação.  Todos os profissionais seguem protocolos de segurança e boas práticas recomendadas pelo fabricante.

##### Facilidade de pagamento
O Moura Fácil oferece diversas opções de pagamento, incluindo cartão de crédito, débito, dinheiro e PIX, além de permitir o parcelamento em até 10 vezes sem juros. O pagamento só é efetuado após a instalação e confirmação do funcionamento da nova bateria.

##### Cobertura nacional e internacional
O serviço está disponível em mais de 600 cidades no Brasil e na Argentina, com expansão contínua da rede de atendimento, o que permite ampla cobertura e capilaridade.

##### Sustentabilidade e logística reversa
Ao realizar a troca da bateria, o Moura Fácil recolhe a bateria antiga do veículo e a encaminha para reciclagem. Há mais de 40 anos, o Grupo Moura realiza toda a cadeia de economia circular com a logística reversa em conformidade às normas ambientais vigentes. Esse processo reforça o compromisso da Moura com a sustentabilidade e a economia circular, contribuindo para a destinação correta de resíduos perigosos.

##### Transparência e segurança
O cliente tem acesso a todas as informações sobre o produto, preço, condições de pagamento e garantia diretamente na plataforma, antes de finalizar a compra. A bateria instalada é sempre nova, com garantia de fábrica e assistência técnica.

#### Impacto e avaliação do serviço
Desde seu lançamento, o Moura Fácil contribuiu significativamente para a consolidação da Moura como líder no segmento de baterias automotivas na América do Sul. O serviço tornou-se referência em inovação e atendimento ao consumidor no setor de autopeças, sendo frequentemente destacado em reportagens e avaliações especializadas.
De acordo com a empresa, o Moura Fácil recebe avaliações positivas dos usuários, com altos índices de satisfação medidos por ferramentas como o Net Promoter Score (NPS), que posicionam o serviço na chamada "zona de encantamento".  O modelo de atendimento digital, aliado à rapidez e à qualidade técnica, tem sido apontado como um dos fatores de fidelização dos clientes.

#### Expansão e integração digital
O Moura Fácil também está integrado a plataformas de parceiros do setor automotivo, como o aplicativo WebMotors, ampliando o alcance e facilitando o acesso ao serviço por meio de diferentes canais digitais. A empresa investe continuamente em tecnologia para aprimorar a experiência do usuário e otimizar a logística de entrega, utilizando algoritmos para combinar o pedido do cliente ao revendedor ou técnico mais próximo, reduzindo o tempo de espera.

#### Papel na estratégia da empresa
A oferta do Moura Fácil faz parte da estratégia de diferenciação da Baterias Moura, que busca agregar valor ao seu portfólio de produtos por meio de soluções integradas e serviços de pós-venda. Além do delivery de baterias, a empresa oferece outros serviços, como assistência técnica, capacitação de equipes, manutenção preventiva e corretiva, além de serviços para baterias industriais, como gestão de salas de baterias e coleta de baterias inservíveis para reciclagem.

#### Importância para o consumidor e para o setor
O Moura Fácil representa uma evolução no atendimento ao consumidor de baterias automotivas, ao oferecer uma solução completa, que vai desde a indicação do produto correto até a instalação e destinação ambientalmente adequada da bateria substituída. O serviço reflete as transformações do setor automotivo, marcado pela digitalização, pela busca de conveniência e pela valorização da experiência do cliente.

Em um contexto de crescimento do mercado automotivo e de autopeças no Brasil, o Moura Fácil contribui para fortalecer a posição da Moura como referência em inovação, atendimento e responsabilidade socioambiental.